# Klasse van kalkgraslanden
De klasse van kalkgraslanden (Festuco-Brometea) is een klasse van syntaxa die graslandvegetatie omvat die typisch is voor kalkrijke, droge tot matig droge gronden.
Kalkgraslanden behoren tot de meest soortenrijke plantengemeenschappen in Europa.

## Naamgeving en codering
| Festuco valesiacae-Bromopsidetea erectae Br.-Bl. & Tx. 1943 |

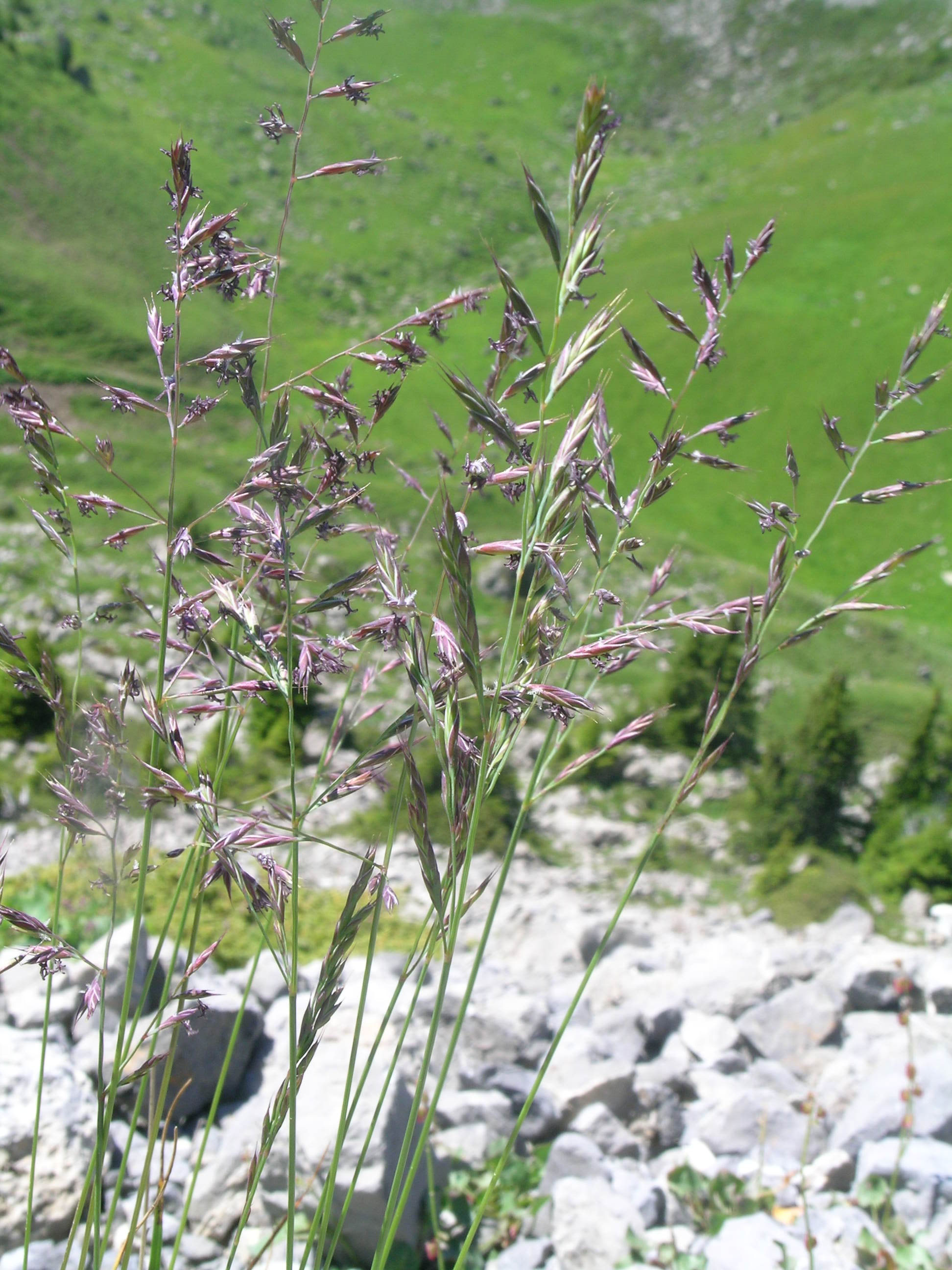
Rood zwenkgras (Festuca rubra)

- Natura2000-habitattypecode (EU-code): H6210
- Syntaxoncode voor Nederland (rVvN): r15
- BWK-karteringscodes: hk, sk

De wetenschappelijke naam Festuco-Brometea is afgeleid van de botanische namen van twee diagnostische grassoorten. Dit zijn het Walliser zwenkgras (Festuca valesiaca) en bergdravik (Bromopsis erecta).

## Fysiognomie

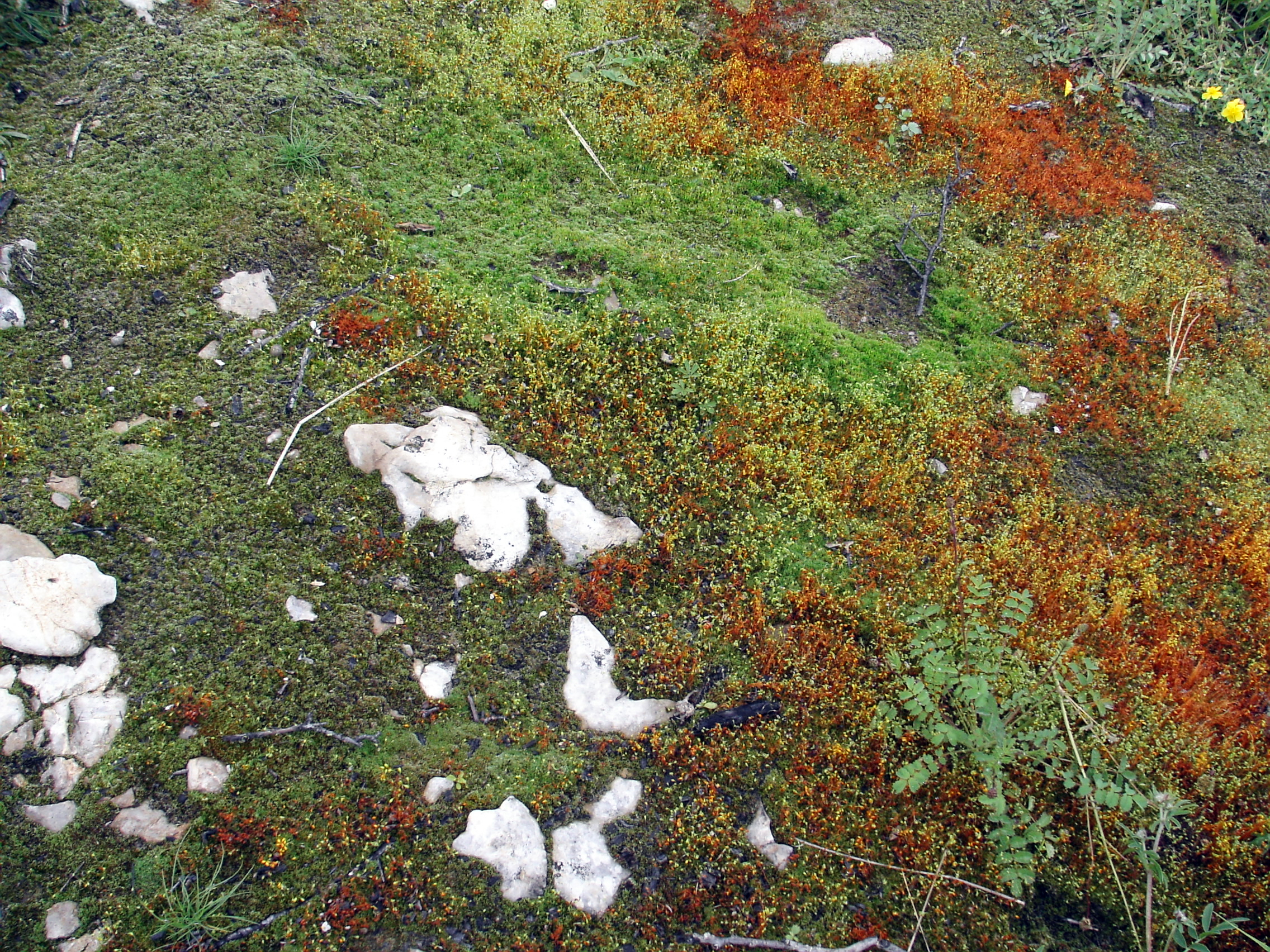
Moslaag in een kalkgrasland, Tienne Breumont, Nismes (België)

In de vegetatie van een kalkgrasland zijn meestal twee lagen te vinden, een kruidlaag en een moslaag. De moslaag is duidelijk aanwezig, maar verschilt in samenstelling naargelang van de vochtigheidsgraad en de lichtinval. De mossen zorgen ervoor dat jonge kiemplantjes van hogere planten voldoende vocht vinden om te ontkiemen.
De kruidlaag is meestal slechts enkele decimeters hoog, zeer gesloten, en bestaat overwegend uit twee-of meerjarige overblijvende, niet-verhoute planten (hemikryptofyten). Soms zijn ook dwergstruiken aanwezig, alhoewel deze niet dominant en aspectbepalend zijn.
De jaarlijkse biomassaproductie is steeds zeer beperkt.

## Ecologie
Kalkgraslanden zijn plantengemeenschappen van droge, relatief voedselarme en kalkrijke gronden, op zonnige standplaatsen en met weinig invloed van het grondwater. Ondanks de soms schrale aanblik zijn het zeer soortenrijke gemeenschappen, waar heel wat zeldzaamheden kunnen gevonden worden. Het zijn de gemeenschappen bij uitstek waar orchideeën, gentianen en zeldzame gespecialiseerde mossen in voorkomen.
Ook voor verscheidene insectensoorten vormt vegetatie uit de klasse van kalkgraslanden een belangrijk en specifiek habitat. Enkele karakteristieke soorten zijn bijvoorbeeld het kalkgraslanddikkopje en de kalkgraslandwespbij.
Voor een verder beschrijving van dit landschapstype, zie kalkgrasland (biotoop).

## Onderliggende syntaxa in Nederland en Vlaanderen

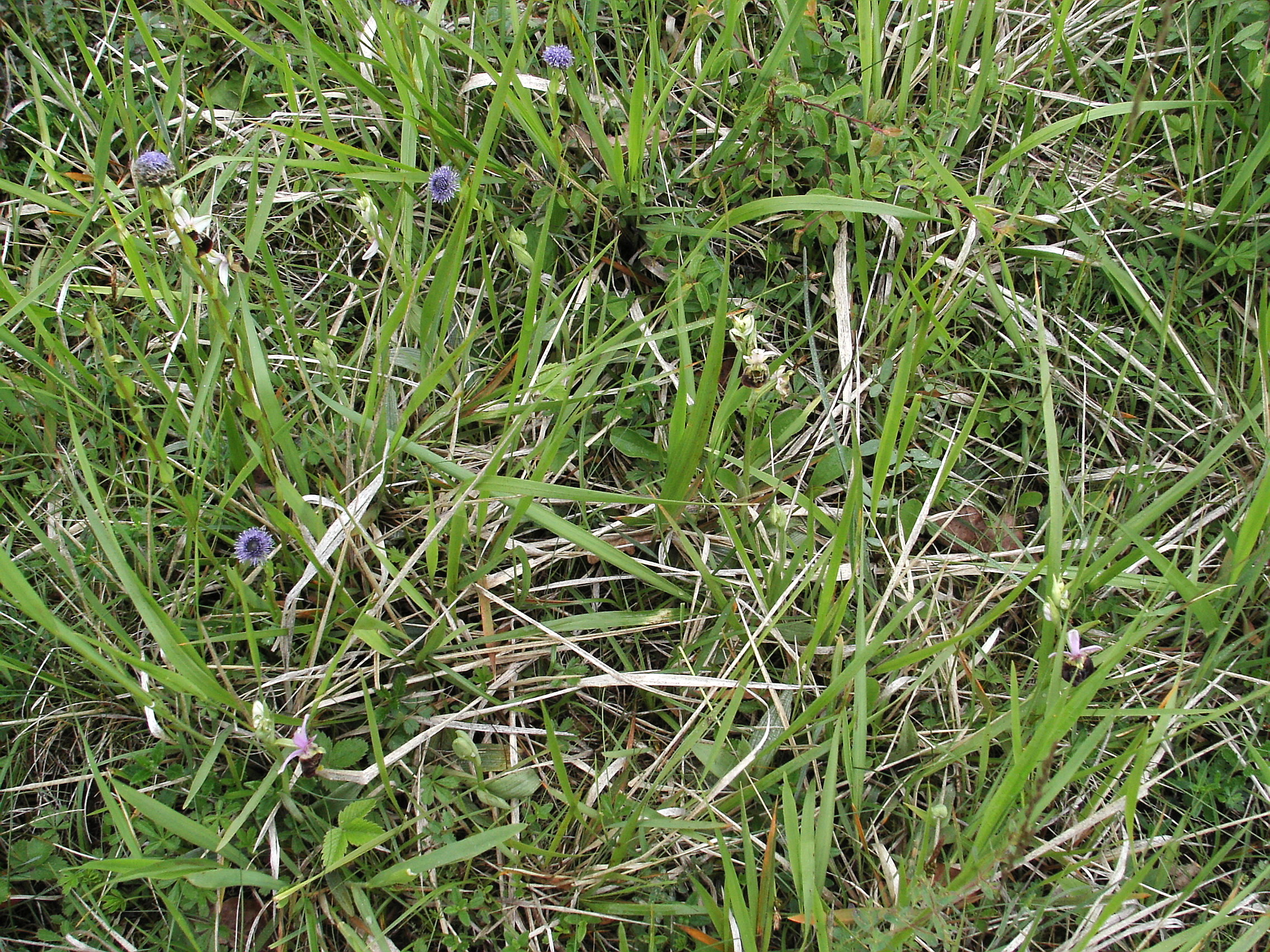
Mesobromion, Tienne Breumont, Nismes (België)

De klasse van kalkgraslanden wordt nog verder onderverdeeld in twee orden: de orde van kalkgraslanden (Brometalia erecti) en de orde Festucetalia valesiacae.
Deze laatste worden op basis van de vochtophoudende capaciteit van de bodem nog eens onderverdeeld in twee verbonden. Dit zijn het verbond van matig droge kalkgraslanden (Mesobromion), dat op een wat voedselrijkere, vochtige bodem voorkomt, en het verbond Xerobromion op een zeer droge en schrale bodem. Deze laatste zijn enkel te vinden in Zuid-Europa waar ze het meest algemene type zijn. Het zijn de typische warme rotsige graslanden die op het eerste gezicht een dorre indruk geven, maar waar heel wat kleine juweeltjes te vinden zijn. Het zijn ook vrijwel natuurlijke graslanden, waar de mens nauwelijks invloed op heeft gehad.
De Mesobromion-gemeenschappen zijn ook in Vlaanderen en Nederland te vinden, zoals op de Sint-Pietersberg en in de Voerstreek. In Wallonië zijn vooral de Maasstreek en de Viroin bekende vindplaatsen. Het zijn halfnatuurlijke landschappen, die ooit door de mens zijn omgevormd van bos. Ze zijn zeer soorten- en bloemenrijk, en zeer belangrijk voor orchideeën.
- - orde van kalkgraslanden (Brometalia erecti)
    - verbond van matig droge kalkgraslanden (Mesobromion)
      - kalkgrasland (Gentiano-Koelerietum)

- rompgemeenschap met gevinde kortsteel (RG Brachypodium pinnatum-[Mesobromion])

## Diagnostische taxa voor Nederland en Vlaanderen
In de onderstaande tabel staan de belangrijkste kensoorten voor de klasse van kalkgraslanden in Nederland en Vlaanderen.

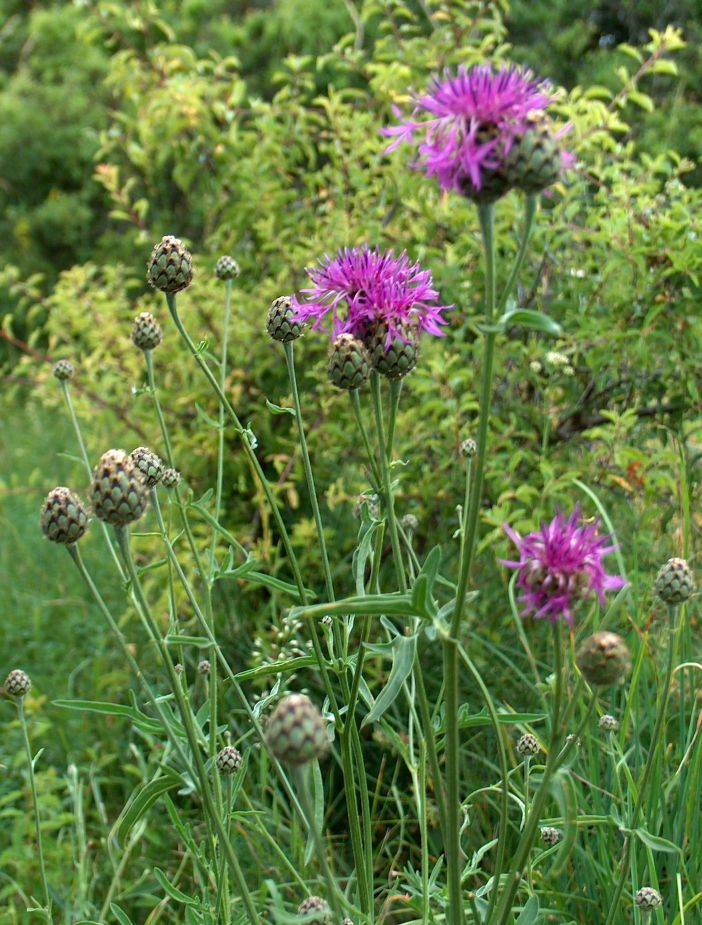
Grote centaurie

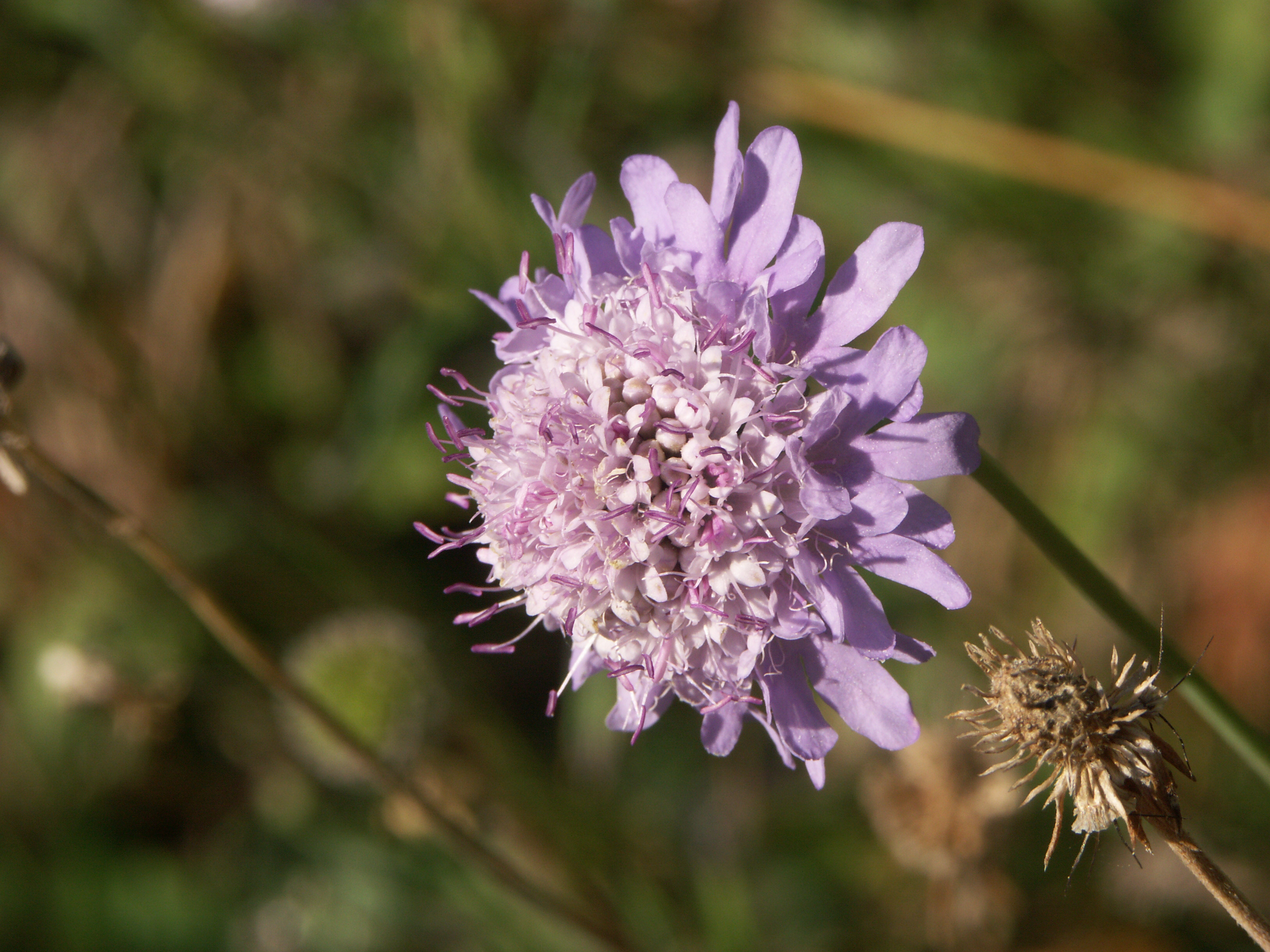
Duifkruid

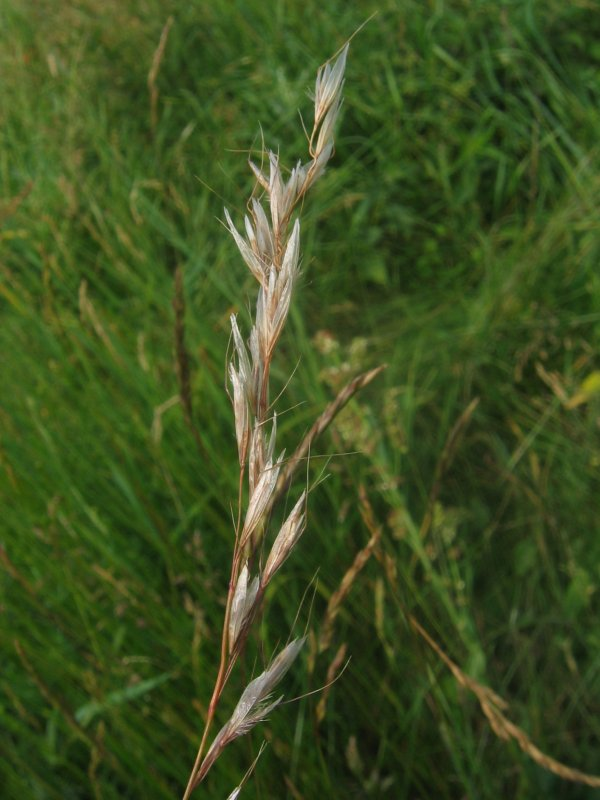
Zachte haver

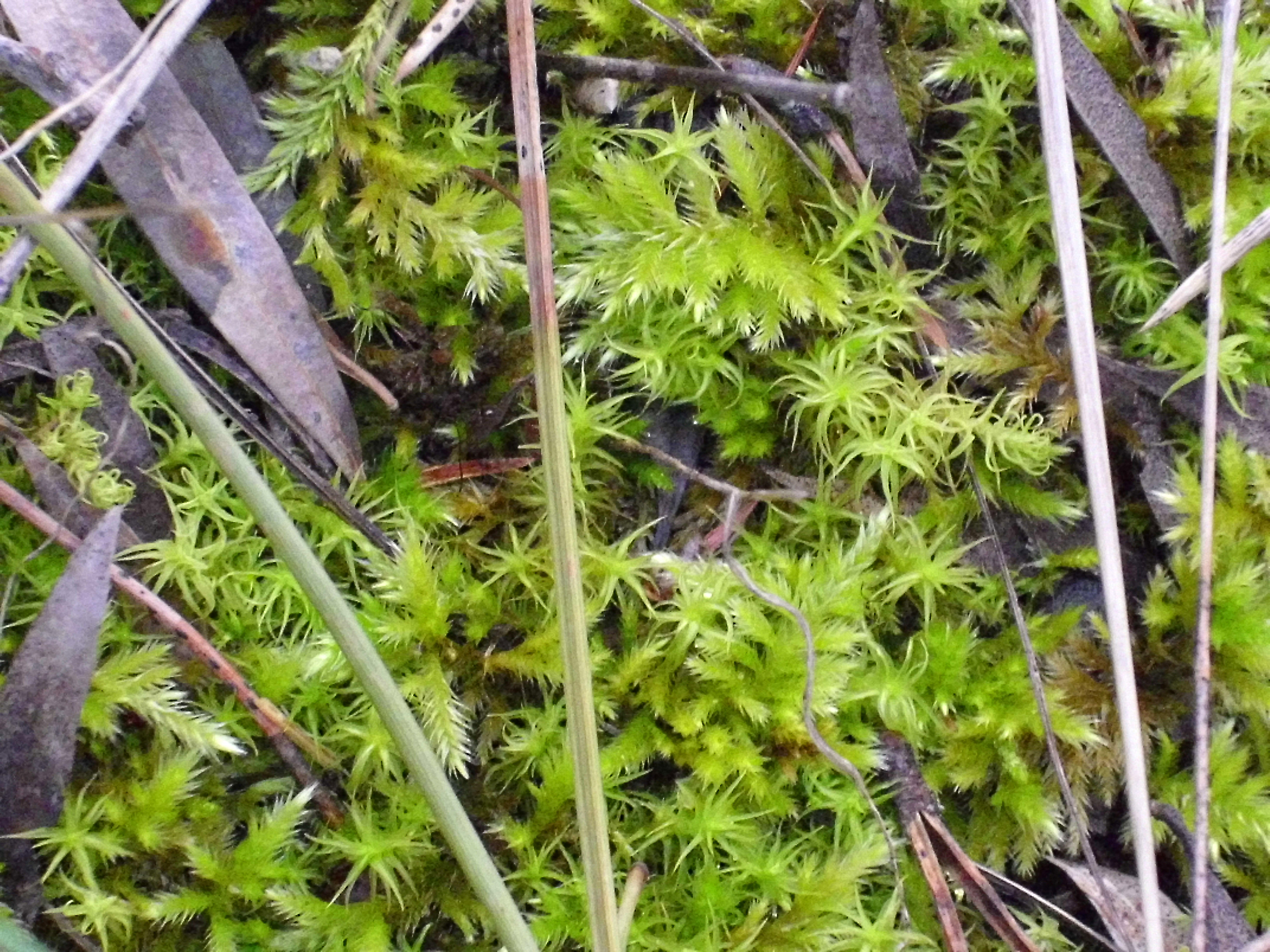
Sparrenmos

Kruidlaag
| Kentaxon | Diff.soort | Abundantie | Triviale naam    | Botanische naam          | Opmerking |
| -------- | ---------- | ---------- | ---------------- | ------------------------ | --------- |
| kK       |            | D          | grote centaurie  | Centaurea scabiosa       |           |
| kK       |            | A          | duifkruid        | Scabiosa columbaria      |           |
| kK       |            | A          | zachte haver     | Helictotrichon pubescens |           |
| kK       |            | O          | breed fakkelgras | Koeleria pyramidata      |           |
| kK       |            | Z          | geel zonneroosje | Helianthemum nummularium |           |
| kK       |            | Z          | echte gamander   | Teucrium chamaedrys      |           |

Moslaag
| Kensoort | Diff.soort | Abundantie | Triviale naam | Botanische naam    | Opmerking |
| -------- | ---------- | ---------- | ------------- | ------------------ | --------- |
| kK       |            | Z          | sparrenmos    | Thuidium abietinum |           |

## Fotogalerij

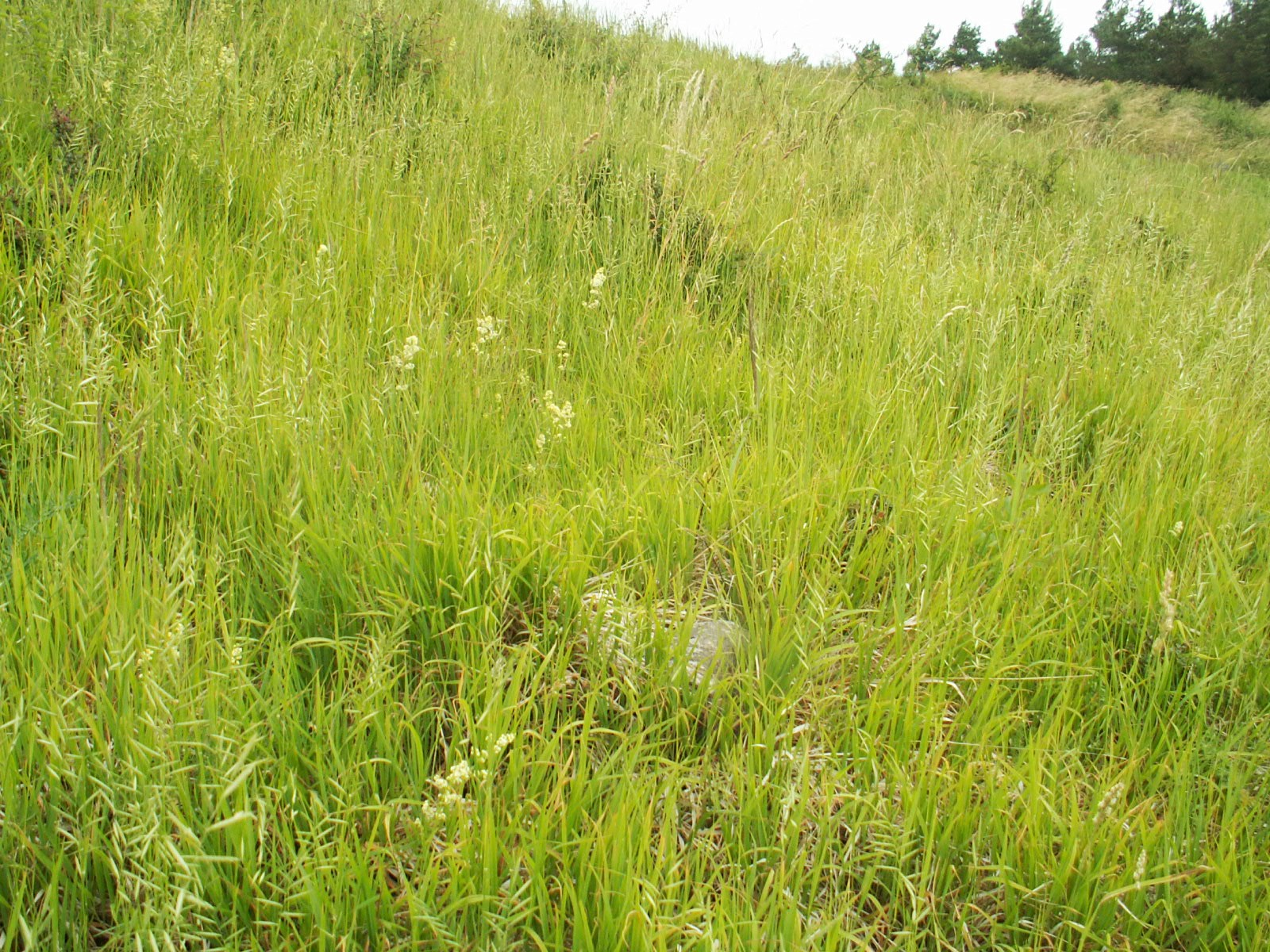
Een rompgemeenschap met gevinde kortsteel